# Campeonato NORCECA de Voleibol Feminino de 2019
O Campeonato NORCECA de Voleibol Feminino de 2019 foi a 26ª edição do torneio organizado pela NORCECA em parceria com a Federação Porto-riquenha de Voleibol, realizado no período de 8 a 13 de outubro com as partidas realizadas no Roberto Clemente Coliseum na cidade de San Juan.
A seleção dominicana conquistou seu segundo título ao derrotar a seleção estadunidense na final, a representação canadense completou o pódio.A atacante Brayelin Martínez foi eleita a melhor jogadora da competição (MVP)

## Seleções participantes
As seguintes seleções participaram do Campeonato NORCECA de Voleibol Feminino.
| Equipe               | Última participação |
| -------------------- | ------------------- |
| Porto Rico           | (Sede), 3º em 2015  |
| Canadá               | 4º em 2015          |
| Costa Rica           | 8º em 2015          |
| Cuba                 | 5º em 2015          |
| Estados Unidos       | 1º em 2015          |
| México               | 6º em 2015          |
| República Dominicana | 2º em 2015          |
| Trinidad e Tobago    | 7º em 2015          |

## Formato da disputa
O torneio é dividido em duas fases: fase classificatória e fase final. 
Na fase preliminar as 8 equipes participantes foram divididas em dois grupos de 4 equipes, cada grupo foi jogado com um sistema de todos contra todos e as equipes foram classificadas de acordo com os seguintes critérios:
1. Maior número de partidas ganhas.
2. Maior número de pontos obtidos, que são concedidos da seguinte forma:
  - Partida com resultado final 3-0: 5 pontos para o vencedor e 0 pontos para o perdedor.
  - Partida com resultado final 3-1: 4 pontos para o vencedor e 1 pontos para o perdedor.
  - Partida com resultado final 3-2: 3 pontos para o vencedor e 2 pontos para o perdedor.
3. Proporção entre pontos ganhos e pontos perdidos (razão de pontos).
4. Proporção entre os Sets ganhos e os Sets perdidos (relação Sets).
5. Se o empate persistir entre duas equipes, a prioridade é dada à equipe que venceu a última partida entre as equipes envolvidas.
6. Se o empate persistir entre três equipes ou mais, uma nova classificação será feita levando-se em conta apenas as partidas entre as equipes envolvidas.

## Fase classificatória

### Grupo A
|     |            |     | Jogos | Jogos | Jogos | Resultados | Resultados | Resultados | Resultados | Resultados | Resultados | Sets | Sets | Sets  | Pontos | Pontos | Pontos |
| Pos | Equipe     | Pts | T     | V     | D     | 3–0        | 3–1        | 3–2        | 2–3        | 1–3        | 0–3        | V    | P    | R     | V      | P      | R      |
| --- | ---------- | --- | ----- | ----- | ----- | ---------- | ---------- | ---------- | ---------- | ---------- | ---------- | ---- | ---- | ----- | ------ | ------ | ------ |
| 1   | Porto Rico | 15  | 3     | 3     | 0     | 3          | 0          | 0          | 0          | 0          | 0          | 9    | 0    | MAX   | 225    | 140    | 1.607  |
| 2   | Canadá     | 9   | 3     | 2     | 1     | 1          | 1          | 0          | 0          | 0          | 1          | 6    | 4    | 1.500 | 235    | 188    | 1.250  |
| 3   | Cuba       | 6   | 3     | 1     | 2     | 1          | 0          | 0          | 0          | 1          | 1          | 4    | 6    | 0.667 | 189    | 220    | 0.859  |
| 4   | Costa Rica | 0   | 3     | 0     | 3     | 0          | 0          | 0          | 0          | 0          | 3          | 0    | 9    | 0.000 | 124    | 225    | 0.551  |

Resultados
| Data   | Hora  |                | Placar |            | Set 1 | Set 2 | Set 3 | Set 4 | Set 5 | Total | Relatório |
| ------ | ----- | -------------- | ------ | ---------- | ----- | ----- | ----- | ----- | ----- | ----- | --------- |
| 8 out  | 14:00 | ' Canadá '     | 3–1    | Cuba       | 25-16 | 22-25 | 25-17 | 25-14 |       | 97–0  | 97-72     |
| 8 out  | 20:15 | ' Porto Rico ' | 3–0    | Costa Rica | 25-8  | 25-14 | 25-13 |       |       | 75–0  | 75-35     |
| 9 out  | 14:00 | ' Canadá '     | 3–0    | Costa Rica | 25-20 | 25-8  | 25-13 |       |       | 75–0  | 75-41     |
| 9 out  | 20:15 | ' Porto Rico ' | 3–0    | Cuba       | 25-15 | 25-9  | 25-18 |       |       | 75–0  | 75-42     |
| 10 out | 14:00 | Costa Rica     | 0–3    | ' Cuba'    | 17-25 | 15-25 | 16-25 |       |       | 48–0  | 48-75     |
| 10 out | 20:15 | ' Porto Rico ' | 3–0    | Canadá     | 25-23 | 25-22 | 25-18 |       |       | 75–0  | 75-63     |

### Grupo B
|     |                      |     | Jogos | Jogos | Jogos | Resultados | Resultados | Resultados | Resultados | Resultados | Resultados | Sets | Sets | Sets  | Pontos | Pontos | Pontos |
| Pos | Equipe               | Pts | T     | V     | D     | 3–0        | 3–1        | 3–2        | 2–3        | 1–3        | 0–3        | V    | P    | R     | V      | P      | R      |
| --- | -------------------- | --- | ----- | ----- | ----- | ---------- | ---------- | ---------- | ---------- | ---------- | ---------- | ---- | ---- | ----- | ------ | ------ | ------ |
| 1   | Estados Unidos       | 15  | 3     | 3     | 0     | 3          | 0          | 0          | 0          | 0          | 0          | 9    | 0    | MAX   | 227    | 115    | 1.974  |
| 2   | República Dominicana | 10  | 3     | 2     | 1     | 2          | 0          | 0          | 0          | 0          | 1          | 6    | 3    | 2.000 | 207    | 155    | 1.335  |
| 3   | México               | 5   | 3     | 1     | 2     | 1          | 0          | 0          | 0          | 0          | 2          | 3    | 6    | 0.500 | 161    | 182    | 0.885  |
| 4   | Trinidad e Tobago    | 0   | 3     | 0     | 3     | 0          | 0          | 0          | 0          | 0          | 3          | 0    | 9    | 0.000 | 82     | 225    | 0.364  |

| Data   | Hora  |                          | Placar |                      | Set 1 | Set 2 | Set 3 | Set 4 | Set 5 | Total | Relatório |
| ------ | ----- | ------------------------ | ------ | -------------------- | ----- | ----- | ----- | ----- | ----- | ----- | --------- |
| 8 out  | 16:00 | ' Estados Unidos '       | 3–0    | Trinidad e Tobago    | 25-8  | 25-7  | 25-7  |       |       | 75–0  | 75-22     |
| 8 out  | 18:00 | ' República Dominicana ' | 3–0    | México               | 26-24 | 25-11 | 25-14 |       |       | 76–0  | 76-49     |
| 9 out  | 16:00 | ' República Dominicana ' | 3–0    | Trinidad e Tobago    | 25-7  | 25-13 | 25-9  |       |       | 75–0  | 75-29     |
| 9 out  | 18:00 | ' Estados Unidos '       | 3–0    | México               | 25-8  | 25-15 | 25-14 |       |       | 75–0  | 75-37     |
| 10 out | 16:00 | ' México '               | 3–0    | Trinidad e Tobago    | 25-14 | 25-7  | 25-10 |       |       | 75–0  | 75-31     |
| 10 out | 18:00 | ' Estados Unidos '       | 3–0    | República Dominicana | 27-25 | 25-17 | 25-14 |       |       | 77–0  | 77-56     |

## Fase final

### Chaveamento final
|  | Quartas de finais | Quartas de finais    | Quartas de finais |  |  | Semifinais | Semifinais           | Semifinais |  |  | Final    | Final                | Final    |
|  |                   |                      |                   |  |  |            |                      |            |  |  |          |                      |          |
|  |                   |                      |                   |  |  | B1         | Estados Unidos       | 3          |  |  |          |                      |          |
|  | B2                | República Dominicana | 3                 |  |  | A2         | Canadá               | 0          |  |  |          |                      |          |
|  | A3                | Cuba                 | 0                 |  |  |            |                      |            |  |  | B2       | República Dominicana | 3        |
|  |                   |                      |                   |  |  |            |                      |            |  |  | B1       | Estados Unidos       | 2        |
|  |                   |                      |                   |  |  | A1         | Porto Rico           | 2          |  |  |          |                      |          |
|  | A2                | Canadá               | 3                 |  |  | B2         | República Dominicana | 3          |  |  | 3° lugar | 3° lugar             | 3° lugar |
|  | B3                | México               | 1                 |  |  |            |                      |            |  |  | A1       | Porto Rico           | 0        |
|  |                   |                      |                   |  |  |            |                      |            |  |  | A2       | Canadá               | 3        |

### Quartas de final
| Data   | Hora  |                          | Placar |        | Set 1 | Set 2 | Set 3 | Set 4 | Set 5 | Total | Relatório |
| ------ | ----- | ------------------------ | ------ | ------ | ----- | ----- | ----- | ----- | ----- | ----- | --------- |
| 11 out | 18:00 | ' República Dominicana ' | 3–0    | Cuba   | 25-18 | 25-11 | 25-20 |       |       | 75–0  | 75-49     |
| 11 out | 20:15 | ' Canadá '               | 3–1    | México | 25-20 | 29-31 | 25-17 | 25-20 |       | 104–0 | 104-88    |

### Classificação do 5° ao 8° lugares
| Data   | Hora  |                   | Placar |           | Set 1 | Set 2 | Set 3 | Set 4 | Set 5 | Total | Relatório |
| ------ | ----- | ----------------- | ------ | --------- | ----- | ----- | ----- | ----- | ----- | ----- | --------- |
| 12 out | 14:00 | Costa Rica        | 0–3    | ' México' | 14-25 | 11-25 | 17-25 |       |       | 42–0  | 42-75     |
| 12 out | 16:00 | Trinidad e Tobago | 0–3    | ' Cuba'   | 18-25 | 20-25 | 9-25  |       |       | 47–0  | 47-75     |

### Semifinais
| Data   | Hora  |                    | Placar |                         | Set 1 | Set 2 | Set 3 | Set 4 | Set 5 | Total | Relatório |
| ------ | ----- | ------------------ | ------ | ----------------------- | ----- | ----- | ----- | ----- | ----- | ----- | --------- |
| 12 out | 18:00 | ' Estados Unidos ' | 3–0    | Canadá                  | 25-17 | 25-16 | 25-18 |       |       | 75–0  | 75-51     |
| 12 out | 20:15 | Porto Rico         | 2–3    | ' República Dominicana' | 25-19 | 14-25 | 24-26 | 25-21 | 8-15  | 96–0  | 96-106    |

### Sétimo lugar
| Data   | Hora  |                | Placar |                   | Set 1 | Set 2 | Set 3 | Set 4 | Set 5 | Total | Relatório |
| ------ | ----- | -------------- | ------ | ----------------- | ----- | ----- | ----- | ----- | ----- | ----- | --------- |
| 13 out | 11:00 | ' Costa Rica ' | 3–0    | Trinidad e Tobago | 25-19 | 25-21 | 25-19 |       |       | 75–0  | 75-59     |

### Quinto lugar
| Data   | Hora  |            | Placar |      | Set 1 | Set 2 | Set 3 | Set 4 | Set 5 | Total | Relatório |
| ------ | ----- | ---------- | ------ | ---- | ----- | ----- | ----- | ----- | ----- | ----- | --------- |
| 13 out | 13:00 | ' México ' | 3–1    | Cuba | 25-20 | 25-20 | 17-25 | 25-22 |       | 92–0  | 92-87     |

### Terceiro lugar
| Data   | Hora  |            | Placar |           | Set 1 | Set 2 | Set 3 | Set 4 | Set 5 | Total | Relatório |
| ------ | ----- | ---------- | ------ | --------- | ----- | ----- | ----- | ----- | ----- | ----- | --------- |
| 13 out | 15:00 | Porto Rico | 0–3    | ' Canadá' | 24-26 | 13-25 | 20-25 |       |       | 57–0  | 57-76     |

### Final
| Data   | Hora  |                          | Placar |                | Set 1 | Set 2 | Set 3 | Set 4 | Set 5 | Total | Relatório |
| ------ | ----- | ------------------------ | ------ | -------------- | ----- | ----- | ----- | ----- | ----- | ----- | --------- |
| 13 out | 17:15 | ' República Dominicana ' | 3–2    | Estados Unidos | 25-19 | 25-23 | 15-25 | 20-25 | 15-9  | 100–0 | 100-101   |